# Анналы прусских походов
Анналы прусских походов (лат. Annales expeditialis prussici) — историческая компиляция различных, в том числе и не сохранившихся к настоящему времени источников, выполненная неизвестным автором, участником войн Тевтонского ордена в 1407 и 1410 гг. Эти анналы сохранились в рукописи XVII в. снятой непосредственно с оригинала XV в. Охватывают период с 1297 по 1414 гг. Содержит сведения по истории Тевтонского ордена и соседних стран.

## Издания
- Annales expeditialis prussici // Scriptores rerum Prussicarum. Bd. III. Leipzig. 1866.

## Переводы на русский язык
- Анналы прусских походов в переводе И. М. Дьяконова на сайте Восточной литературы